# Storchenbrunnen (Freital)

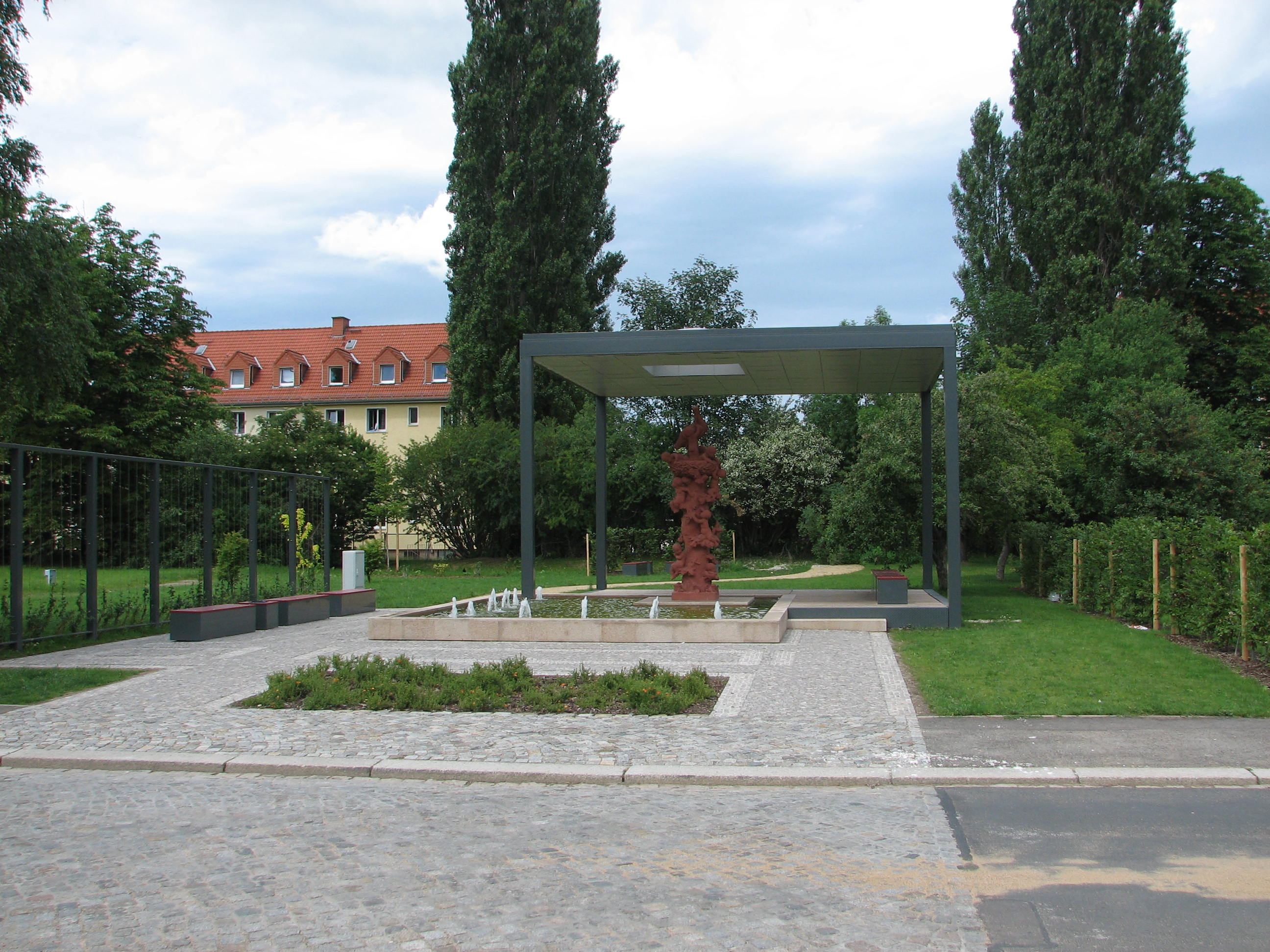
Der Storchenbrunnen mit kleinem Park

Der Storchenbrunnen ist ein Brunnen im Freitaler Stadtteil Döhlen (Landkreis Sächsische Schweiz-Osterzgebirge). Er hat den Status eines Kulturdenkmals und ist der erste Brunnen der 1921 gegründeten Stadt.

## Geschichte
Der Storchenbrunnen, eine 3,60 Meter hohe und 2,5 Tonnen schwere Plastik aus Kunststein, wurde 1938 von dem Freitaler Bildhauer Fritz Schlesinger (1896–1986) geschaffen. 
Der Brunnen befand sich ursprünglich im Zentrum eines Wohngebietes an der Dresdner Straße. Dort verfiel er zusehends, es kam zu Rostschäden. 
Von dieser Stelle wurde er 2009 entfernt und zur Restaurierung in einen Steinmetzbetrieb in Dresden-Gittersee gebracht. Im Jahr 2010 wurde der Storchenbrunnen unter Denkmalschutz gestellt. Nach der Sanierung erfolgte im Oktober 2011 der Transport an einen nur wenige Meter vom alten Standort entfernten Platz nahe der Weißeritz. Die Einweihung des restaurierten Brunnens fand am 4. Mai 2012 statt.

## Galerie

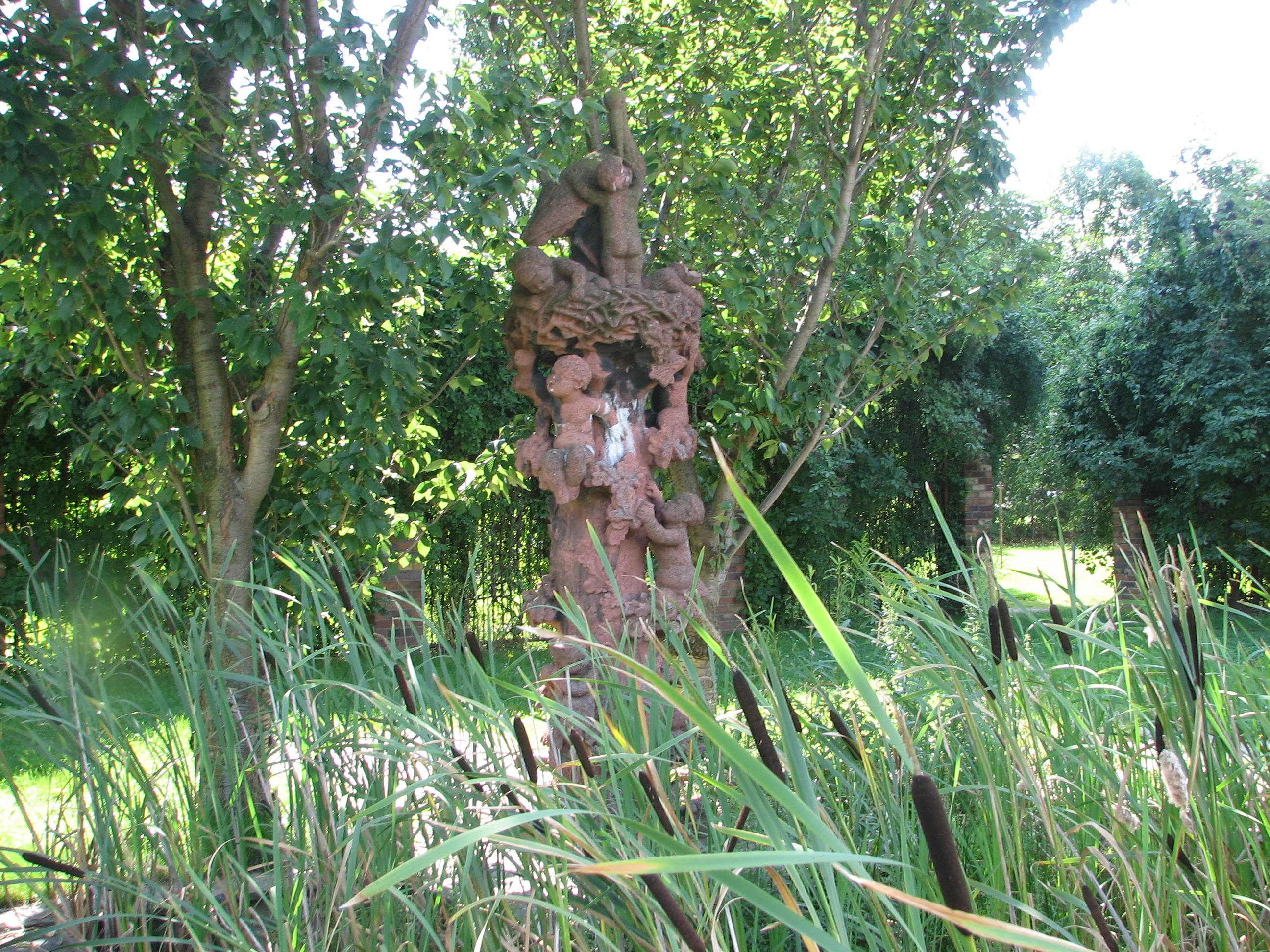
2009, vor der Sanierung
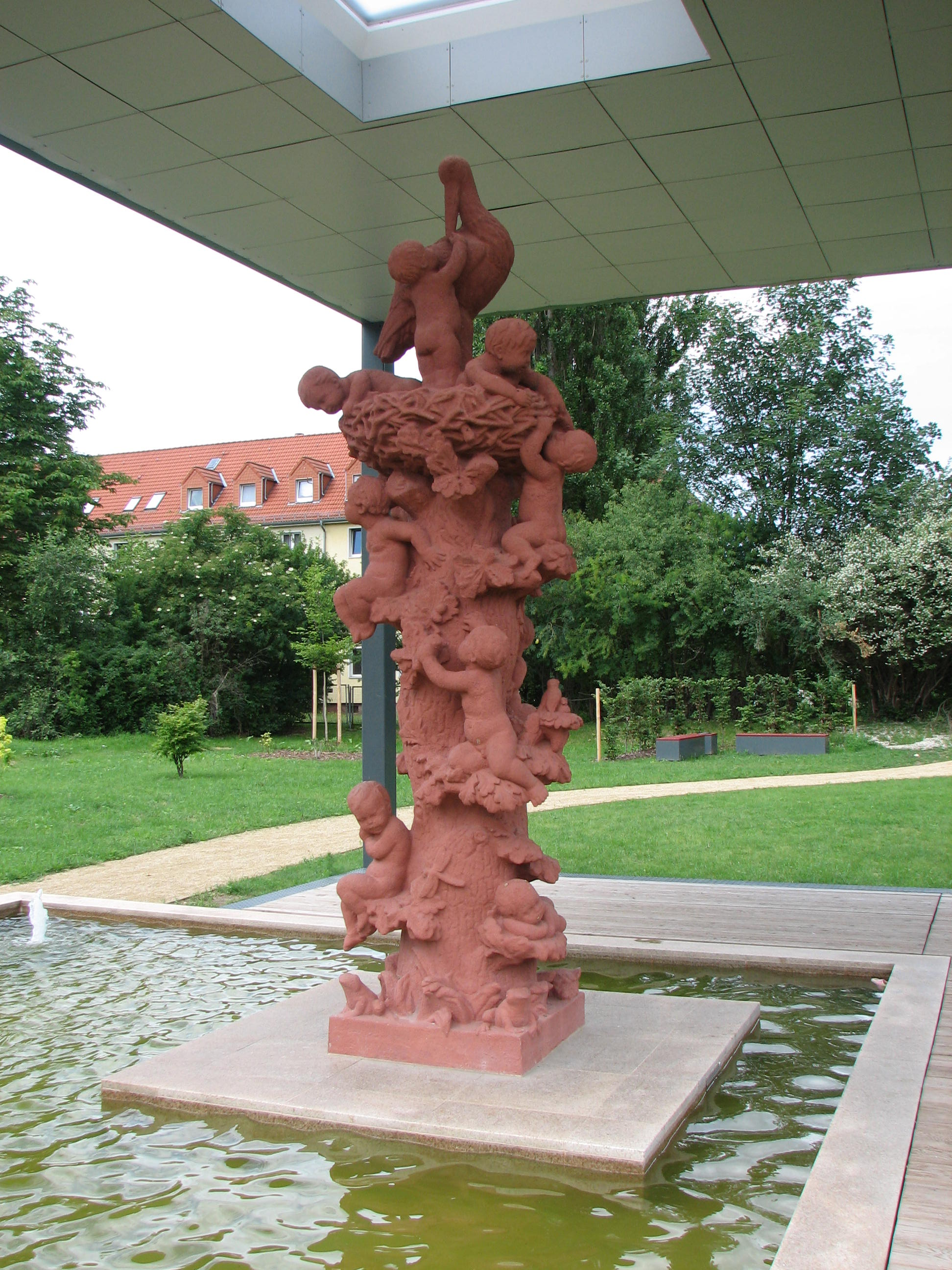
2012, nach der Sanierung
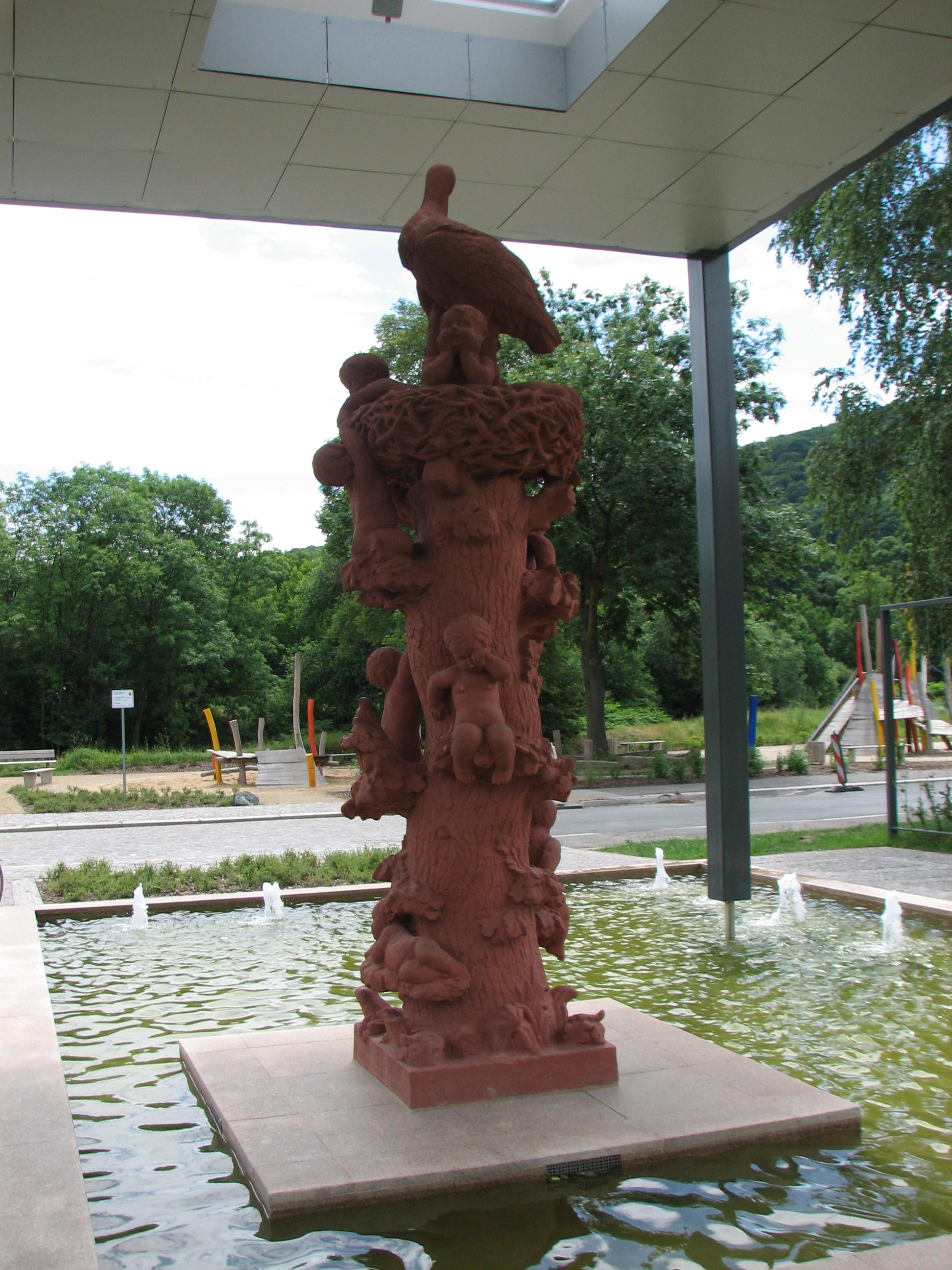
Rückseite des sanierten Brunnens